# Stocksfield Hall
Stocksfield Hall var en civil parish 1866–1887 när det uppgick i Broomley och Mickley, i grevskapet Northumberland i England. Civil parish var belägen 9 km från Corbridge och hade 113 invånare år 1881.